# Adelognathus rufithorax
Adelognathus rufithorax är en stekelart som beskrevs av Dmitriy R. Kasparyan 1990. Adelognathus rufithorax ingår i släktet Adelognathus och familjen brokparasitsteklar. Inga underarter finns listade i Catalogue of Life.